# Robert E. Clary
Robert Emmet Clary (21 de marzo de 1805 - 19 de enero de 1890) fue un soldado de carrera en el ejército de los Estados Unidos. Se graduó de la Academia Militar de los Estados Unidos en West Point, Nueva York en 1828, y sirvió en el cuerpo de intendencia durante la mayor parte de su carrera. Al final de la guerra civil estadounidense, recibió el grado honorario de general de brigada brevet.

## Primeros años
Nacido el 21 de marzo de 1805 en Ashfield, Massachusetts, el segundo hijo de Electa (Smith) y Ethan Allen Clary recibió su nombre del patriota irlandés Robert Emmet, recientemente ejecutado. Su familia podría rastrear su línea hasta John y Sarah Clary, quienes llegaron a Watertown en 1640. Los Clarys más jóvenes se criaron en una casa en Benton Park, en la esquina de las calles estatal y federal en Springfield, donde su padre trabajaba a pocas cuadras en la armería. Walnut Street de Springfield recibió su nombre de los árboles que se alineaban en la propiedad de Clary.
Nombrado para la Academia Militar de los EE. UU. En 1823, Clary se graduó decimotercero en su promoción de 1828. Encargó un segundo teniente en el 5.º Regimiento de Infantería de EE. UU., Clary, como muchos en su clase, fue enviado al Cuartel de Jefferson en St. Louis. , Misuri. El 31 de marzo de 1829, Clary se casó con su primera esposa, Esther Philipson, hija de una próspera familia de comerciantes; Jefferson Davis, compañero de clase de West Point, fue su padrino de boda.

## Carrera militar
Clary sirvió en varias estaciones en todo el país antes de la Guerra Civil. En 1861, había sido ascendido a comandante y era jefe de intendencia del Departamento de Utah.

### Guerra civil
Poco después del estallido de la Guerra Civil, Clary fue nombrada intendente en jefe del Departamento de Virginia Occidental. En julio de 1862, se desempeñó como intendente en jefe del efímero ejército de Virginia en el verano de 1862 bajo el mando del mayor general John Pope. Después de que ese mando fue absorbido por el Ejército del Potomac. Clary se desempeñó como intendente en jefe en varios departamentos del ejército hasta agosto de 1864, cuando fue puesto a cargo del depósito del ejército de Memphis, en cuyo cargo sirvió hasta el final de la guerra. El 30 de junio de 1866, el presidente Andrew Johnson nominó a Clary para el premio del grado honorario de general de brigada brevet, EE. UU., (Ejército regular), para clasificar desde el 13 de marzo de 1865, y el Senado de los EE. UU. Confirmó el premio el 25 de julio de 1866.

### Posguerra civil
Clary se retiró del ejército el 22 de febrero de 1869 como coronel. Murió el 19 de marzo de 1890 en Washington, D.C. y fue enterrado en el cementerio de Oak Hill.

## Familia
Clary tenía varios hermanos y hermanas, uno de los cuales, el comodoro retirado de la Marina de los EE. UU. Albert Gallatin Clary, aún vivía en el momento de la muerte de su hermano mayor. El primer matrimonio de Clary con Esther produjo cinco hijos que vivieron hasta la edad adulta. Su hijo, Robert, Jr., seguiría a su padre en el ejército, muriendo como capitán en 1864. Una hija, María Louisa, se casó con Charles Pomeroy Stone antes de la guerra y murió en 1862, dejando a Stone con una hija pequeña.